# Liste der Abgeordneten zum Tiroler Landtag (III. Gesetzgebungsperiode)
Diese Liste der Abgeordneten zum Tiroler Landtag (III. Gesetzgebungsperiode) listet alle Abgeordneten zum Tiroler Landtag in der III. Gesetzgebungsperiode vom 24. November 1953 bis zum 12. November 1957 auf. Nach der Landtagswahl 1953 stellte die Österreichische Volkspartei (ÖVP) zunächst 21 Abgeordnete, der mit ihr durch Listenkoppelung verbundene Arbeiter-, Angestellten- und Beamtenbund (AAB) hatte zwei Mandate erreicht. Nachdem der Verfassungsgerichtshof 1954 151 Stimmen für ungültig erklärt hatte, wanderte ein Mandat von der ÖVP zum AAB. Des Weiteren war die Sozialistische Partei Österreichs (SPÖ) mit neun Abgeordneten im Landtag vertreten, auf die Wahlpartei der Unabhängigen entfielen drei Mandate. Zudem stellte die Wahlgemeinschaft „Parteilose Volksvertreter“ (PVV), die eine Listenkoppelung mit der WdU eingegangen war, einen Abgeordneten.
Nach der Angelobung der Abgeordneten am 24. November 1953, wählten die Landtagsabgeordneten die Mitglieder der Landesregierung Grauß I. Die Gesetzgebungsperiode endete mit der Angelobung der Abgeordneten der IV. Gesetzgebungsperiode am 12. November 1957.

## Funktionen

### Landtagspräsidenten
Zum Landtagspräsidenten wurde in den konstituierenden Sitzung der ÖVP-Politiker Johann Obermoser gewählt, der 32 von 36 abgegebenen Stimmen (vier weitere waren leer abgegeben worden) erhielt. Zudem wurde Franz Kröll (ÖVP) mit demselben Wahlergebnis zum 1. Vizepräsidenten gewählt, Josef Wilberger (SPÖ) erhielt bei seiner Wahl zum 2. Vizepräsidenten 31 Stimmen, wobei fünf Stimmzettel leer geblieben waren.

### Klubobmänner
Nach der Angelobung der Abgeordneten bildeten die Mandatare der ÖVP den ÖVP-Landtagsklub, wobei Johann Obermoser zum Klubobmann und Albin Oberhofer zu seinem Stellvertreter gewählt wurde. Die Landtagsabgeordnete der SPÖ bildeten den „Klub Sozialistischer Abgeordneter im Tiroler Landtag“ und wählten Franz Hüttenberger zum Klubobmann, sein Stellvertreter wurde Alois Heinz. Die drei Abgeordneten der WdU und der Abgeordnete der PVV schlossen sich zum „Klub der WdU“ zusammen, wobei Hermann Egger die Funktion des Klubobmanns übernahm und Josef Rieder zu seinem Stellvertreter gewählt wurde. Die AAB-Abgeordneten Stefan Zechner und Hans Gamper sowie der über die ÖVP-Liste eingezogene Anton Gsaller bildeten den „Klub des Österreichischen Arbeiter-, Angestellten- und Beamtenbundes“, wobei Gamper als Fraktionsobmann fungierte und Zechner sein Stellvertreter war.

### Landtagsabgeordnete
| Name                | Partei | Wahlkreis       | Anmerkung |
| ------------------- | ------ | --------------- | --- |
| Berktold Erich      | ÖVP    | West            | |
| Blaßnig Jakob       | ÖVP    | Ost             | |
| Draxl Rudolf        | ÖVP    | West            | |
| Egger Fritz         | ÖVP    | Nord            | |
| Egger Hermann       | WdU    | Innsbruck-Stadt | |
| Erlacher Karl       | ÖVP    | Restmandat      | ab 29. Jänner 1957 nach dem Mandatsverzicht von Hans Gamper angelobt, wobei er auf das Restmandat von Stefan Zechner nachrückte   |
| Gamper Hans         | AAB    | Innsbruck-Stadt | wechselte im Mai 1954 vom Wahlkreis Mitte auf das Mandat von Franz Greiter (WK Innsbruck-Stadt), am 29. Jänner 1957 ausgeschieden |
| Gerstenbräun Walter | SPÖ    | Nord            | |
| Grauß Alois         | ÖVP    | Mitte           | |
| Greiter Franz       | ÖVP    | Innsbruck-Stadt | bis 25. Mai 1954, Mandatsaberkennung durch den Verfassungsgerichtshof                                                             |
| Gsaller Anton       | ÖVP    | Ost             | |
| Guglberger Herbert  | AAB    | Mitte           | ab 25. Mai 1954 als Ersatz für Hans Gamper angelobt                                                                               |
| Hautz Hans          | WdU    | Mitte           | |
| Heinz Alois         | SPÖ    | Mitte           | |
| Hüttenberger Franz  | SPÖ    | Innsbruck-Stadt | |
| Kimml Josef         | SPÖ    | West            | |
| Kirchmair Anton     | ÖVP    | Mitte           | |
| Köchle Otto         | ÖVP    | West            | |
| Kröll Franz         | ÖVP    | Mitte           | |
| Kühlechner Alois    | SPÖ    | Mitte           | |
| Kunst Karl          | SPÖ    | Innsbruck-Stadt | |
| Leitner Josef       | SPÖ    | Nord            | |
| Lugger Alois        | ÖVP    | Innsbruck-Stadt | |
| Mayr Josef Anton    | ÖVP    | Innsbruck-Stadt | |
| Meßner Hannes       | ÖVP    | Nord            | |
| Muigg Josef         | ÖVP    | Mitte           | |
| Oberhauser Josef    | ÖVP    | Nord            | |
| Oberhofer Albin     | ÖVP    | Mitte           | |
| Obermoser Johann    | ÖVP    | Nord            | |
| Plattner Hans       | PVV    | Restmandat      | |
| Rieder Josef        | WdU    | Nord            | |
| Ritzer Georg        | ÖVP    | Nord            | |
| Tschiggfrey Hans    | ÖVP    | West            | |
| Unterweger Reinhold | ÖVP    | Ost             | |
| Wallnöfer Eduard    | ÖVP    | West            | |
| Wieser Anton        | SPÖ    | Mitte           | |
| Wilberger Josef     | SPÖ    | Innsbruck-Stadt | bis 16. September 1957 |
| Zechner Stefan      | AAB    | Innsbruck-Stadt | wechselte nach dem Mandatsverzicht von Hans Gamper vom Restmandat auf dessen Mandat im Wahlkreis Innsbruck-Stadt                  |